# Moody's Investors Service
Moody's Investors Service, často označovaná jako Moody's, je dceřiná společnost Moody's Corporation, a zabývá se ratingem dluhopisů. Moody's Investors Service poskytuje mezinárodní finanční výzkum dluhopisů vydávaných komerčními a vládními subjekty. Moody's je spolu s agenturami Standard & Poor's a Fitch Ratings považována za jednu ze tří velkých ratingových agentur. Je také zařazena do seznamu Fortune 500 z roku 2021.
Společnost hodnotí bonitu dlužníků pomocí standardizované ratingové stupnice, která měří očekávané ztráty investorů v případě selhání. Moody's Investors Service hodnotí dluhové cenné papíry v několika segmentech dluhopisového trhu. Patří mezi ně státní, komunální a podnikové dluhopisy, spravované investice, jako jsou fondy peněžního trhu a fondy s pevným výnosem, finanční instituce včetně bank a nebankovních finančních společností a třídy aktiv v oblasti strukturovaného financování. V ratingovém systému Moody's Investors Service se cenným papírům přiděluje rating od Aaa do C, přičemž Aaa je nejvyšší kvalita a C nejnižší kvalita.
Společnost Moody's založil John Moody v roce 1909 s cílem vytvářet příručky statistik týkajících se akcií a dluhopisů a ratingů dluhopisů. V roce 1975 byla společnost označena americkou Komisí pro cenné papíry a burzy za národně uznávanou statistickou ratingovou organizaci (NRSRO). Po několika desetiletích, kdy Moody's byla ve vlastnictví společnosti Dun & Bradstreet, se Moody's Investors Service stala v roce 2000 samostatnou společností. Jako holdingová společnost byla založena Moody's Corporation.